# Symphilister collegianus
Symphilister collegianus är en skalbaggsart som beskrevs av August Reichensperger 1923. Symphilister collegianus ingår i släktet Symphilister och familjen stumpbaggar. Inga underarter finns listade i Catalogue of Life.